# Kap Meares
Kap Meares (engl. Cape Meares) ist ein Kap an der Pazifikküste in Nordwest-Oregon (Pazifischer Nordwesten) in den Vereinigten Staaten. 
Es befindet sich am südlichen Ende der Bucht Tillamook Bay, ca. 8 km nordwestlich der Stadt Tillamook. Cape Meares wurde nach dem britischen Seefahrer John Meares benannt, dem ersten Europäer, der die Tillamook Bay erkundete.

## Naturschutzgebiet
Ein Großteil des Kaps wurde durch den Staat Oregon als Cape Meares State Scenic Viewpoint als Staatspark ausgewiesen und ein Teil des Kaps ist als Cape Meares National Wildlife Refuge auch unter Verwaltung des U.S. Fish & Wildlife Service. Das Kap ist ein beliebtes Aussichtsziel zum Beobachten von Vögeln und von Grauwalen.

## Leuchtturm
Der mit knapp 13 m Höhe kleinste Leuchtturm Oregons ging 1890 in Betrieb. Die Fresnel-Linse für den Leuchtturm wurde in Paris gefertigt und um das Kap Hoorn herum nach Oregon verschifft, wo sie dann vom Schiff über die Klippen hinweg auf das Kap gehievt wurde. Ab 1934 stand für den Leuchtturm Elektrizität zur Verfügung, 1963 wurde er schließlich stillgelegt. 1993 wurde er in die Denkmalschutzliste National Register of Historic Places aufgenommen. 